# Bataille d'Haliarte
Guerre de Corinthe
Batailles
- Haliarte
- Némée
- Cnide
- Coronée
- Léchaion

La bataille d'Haliarte s'est déroulée en 395 av. J.C. entre Sparte et Thèbes. Les Thébains défont une force spartiate qui tentait de s'emparer de la ville d'Haliarte. Le général spartiate Lysandre est tué au cours du combat. La bataille marque le début de la Guerre de Corinthe, qui se prolonge jusqu'en 387 av. J.C.

## Prélude
En 396 ou 395 av. J.C., un ambassadeur envoyé par le satrape perse Pharnabazus, Timocrates de Rhodes, arrive en Grèce. Il promet un soutien logistique et financier perse à tous les états grecs qui déclareront la guerre à Sparte. Cette proposition arrive dans un contexte où la politique agressive et unilatérale de Sparte avait provoqué la colère de nombre de ses alliés. La perspective d'un soutien des Perses incite un certain nombre d'états, et en particulier Thèbes, à déclarer la guerre à Sparte.[réf. nécessaire]
Plutôt que d'entreprendre une offensive militaire immédiate contre Sparte, les Thébains choisissent de déclencher la guerre indirectement. Ils persuadent d'abord les Locriens de mener un raid contre Phocide, un allié de Sparte. En tant qu'allié des Locriens, Thèbes déclare ensuite être dans l'obligation d'aider son allié dans le conflit qui commence. De son côté, Phocide réagit en appelant à l'aide son allié spartiate. Sparte voit là une occasion de punir Thèbes, une cité de plus en plus récalcitrante face à la puissance spartiate, et lance une grande campagne militaire contre Thèbes. Pendant ce temps, les Thébains envoient des émissaires à Athènes afin de leur demander leur aide. Une alliance perpétuelle est conclue entre les deux cités.

## Bataille
La stratégie spartiate pour la campagne est basée sur l'utilisation de deux armées, l'une emmenée par le roi de Sparte Pausanias et composée de troupes spartiates et alliées, l'autre commandée par le général spartiate Lysandre composé de Phocéens et d'autres alliés du nord-ouest de la Grèce. Ces deux armées doivent se rejoindre au niveau de la ville d'Haliarte afin d'y mener une attaque coordonnée. L'armée de Pausanias est néanmoins retardée plusieurs jours dans le Péloponnèse, ce qui fait que Lysandre arrive seul à Haliarte avec sa force, tandis que Pausanias est à plusieurs jours de marche.[réf. nécessaire]
Ne souhaitant pas attendre l'arrivée de Pausanias pour attaquer, Lysandre fait avancer son armée jusqu'aux murs d'Haliarte. Une première tentative de prendre la ville en déclenchant une mutinerie au sein de la cité échoue. Lysandre décide donc de lancer l'assaut. Lysandre ignore néanmoins qu'une importante force thébaine est située à proximité. Cette force se précipite pour aider les défenseurs de la ville. Pris entre deux feux sous les murs de la ville, la force de Lysandre est mise en déroute. Lysandre lui-même est tué. Les Thébains se lancent à la poursuite des fuyards, mais s'aventurent trop loin. Dans un chemin escarpé, les spartiates en fuite font demi-tour et infligent de lourdes pertes aux Thébains. Ce retournement décourage brièvement les Thébains, mais le lendemain les restes du contingent de Lysandre se débandent et retournent dans leur région d'origine.

## Conséquences
Plusieurs jours après la bataille, Pausanias arrive devant Haliarte avec son armée. Désirant récupérer le corps de Lysandre et d'autres tués dans la bataille, il demande une trêve. Les Thébains acceptent à la condition qu'il reparte en Béotie. Pausanias accepte, récupère les corps et retourne à Sparte. À son retour, la faction de Lysandre le traduit en justice pour être arrivé en retard avec son armée et pour ne pas avoir attaqué une fois arrivé. Craignant d'être condamné et exécuté, Pausanias part en exil.
Avec l'exil de Pausanias et la mort de Lysandre, deux acteurs majeurs de la scène politique disparaissent de la vie publique, laissant Agésilas dicter la politique spartiate pour les années suivantes.[réf. nécessaire]
La bataille d'Haliarte est la première bataille de la guerre de Corinthe, qui va s'étendre de 395 à 387 av. J.C. Les combats reprennent l'année suivante lorsque Thèbes et Athènes, désormais rejoints par Corinthe et Argos, affrontent les armées spartiates aux batailles de Némée et Coronée, les combats se poursuivant autour de la Mer Egée et de l'Isthme de Corinthe jusqu'à la fin de la guerre. Cette guerre apporte peu de bénéfices sur la durée aux différents acteurs, excepté la Perse. En situation de faiblesse, les Grecs ne peuvent empêcher des Perses d'étendre leur influence en Asie Mineure.
Les Perses contraignent ainsi Agésilas à se retirer de Ionie avec son armée et sont en mesure de dicter les conditions de la paix à la fin de la guerre.[réf. nécessaire]

## Sources
- (en) Cet article est partiellement ou en totalité issu de l’article de Wikipédia en anglais intitulé « Battle of Haliartus » (voir la liste des auteurs).
- (en) John V.A. Fine, The ancient Greeks : a critical history, Cambridge, Mass, Belknap Press of Harvard University Press, 1983, 720 p. (ISBN 978-0-674-03314-6 et 978-0-674-03311-5, lire en ligne).
- (en)Xénophon (1890s) [original 4th century BC].  Hellenica. Trans. Henry Graham Dakyns (en). Wikisource.